# Csömend
Csömend es un pueblo ubicado en el distrito de Marcali, en el condado de Somogy, Hungría.

## Superficie
Posee una superficie de 8,660 kilómetros cuadrados.

## Demografía
Hasta 2019 la población era de 289 habitantes, con una densidad de población de 33,37 habitantes por kilómetro cuadrado.